# チチャリート・翔暉
チチャリート・翔暉（チチャリート・しょうき、1998年12月29日 - ）は、日本の男性プロレスラー。福島県郡山市出身。血液型AB型。2AW所属。

## 経歴
2020年3月25日、2AW後楽園ホール大会でのvs若松大樹にてデビュー。
2021年7月22日、大日本プロレスラジアントホール大会にて行われた横浜ショッピングストリート6人タッグ王座決定戦に中之上靖文、岡林裕二と組み神谷英慶、青木優也、花見達也のタッグに勝利。第40代王者組となる。
2022年4月9日、大日本プロレス新木場1stRING大会で関札皓太のもつBJW認定ジュニアヘビー級王座に挑戦。
2022年6月26日、2AWTKPガーデンシティ千葉大会で吉田綾斗＆エクシリオ組のもつ2AWタッグ王座に岡林裕二と挑戦。
2022年、大日本最侠タッグリーグ戦に岡林裕二とのタッグ(ピッサリート)でエントリー。
2023年1月29日、吉田綾斗のもつ2AW無差別級王座に挑戦。
2023年3月1日、『ジュニア夢の祭典 〜ALL STAR Jr. FESTIVAL 2023〜』では第3試合・がんばれ！大谷晋二郎10人タッグマッチに出場。
2023年10月9日、出身地である福島県郡山市のビッグパレットふくしまにて凱旋大会の開催が決定している。

## 得意技
- CL
- バズソーキック

## タイトル歴
- 横浜ショッピングストリート6人タッグ王座